# Campeonato Gaúcho de Handebol Masculino
O Campeonato Gaúcho de Handebol Masculino é uma competição realizada por clubes de handebol do estado do Rio Grande do Sul, na categoria adulto masculino. É organizado pela Federação Gaúcha de Handebol (FGHb).